# AWK (programmeringssprog)
 For alternative betydninger, se AWK. (Se også artikler, som begynder med AWK)
AWK er et programmeringssprog og skriptsprog til behandling af tekstbaserede data, enten fra filer eller datastrømme. Navnet er afledt af efternavnene af udviklerne – Alfred V. Aho, Peter J. Weinberger og Brian W. Kernighan.
AWK anvendes for det meste til tekststrenge, associative matricer (som er matricer indekseret med nøgler) og regulære udtryk.
AWK er et af de tidligste værktøj som dukkede op i version 3 af UNIX, og blev med det samme populært. En version af AWK er så at sige standard i moderne UNIX-implementationer og lignende operativsystemer. AWK er nævnt i Single UNIX Specification som en obligatorisk del af et Unix operativsystem. Ved siden af Bourne shell, er AWK det eneste skriptsprog i et standard Unix miljø.
AWK og sed er også en af inspirationskildene til skriptsproget Perl.